# تشارلز ك. ريد
تشارلز ك. ريد (بالإنجليزية: Charles C. Reid)‏ هو محامي وسياسي أمريكي، ولد في 15 يونيو 1868 في الولايات المتحدة، وتوفي بنفس المكان في 20 مايو 1922. حزبياً، نشط في الحزب الديمقراطي. انتخب عضو مجلس النواب الأمريكي.